# セバスティアン・コルシア
セバスティアン・コルシア（Sébastien Corchia, 1990年11月1日 - ）は、フランス・ノワジー＝ル＝セック出身のサッカー選手。ポジションはディフェンダー。

なお、母親がミラノ出身であるため、イタリアのパスポートも有する。

## 経歴
2003年からフランスサッカー学院（INF／クレールフォンテーヌ）で英才教育を受け、パリ・サンジェルマンFCユースを経て、2006年にル・マンFCユースチームに移籍。2009年にトップチームに昇格した。2011年にFCソショーに移籍した。

## 代表歴
フランス代表として各年代でプレーし、2009年にUEFA U-19欧州選手権に出場した。

## タイトル
SLベンフィカ
- プリメイラ・リーガ：2018-19